# Корковая атаксия
Корковая атаксия (лобная атаксия, астазия-абазия) — специфическое нарушение походки и координации движений.
Возникает при нарушении функции коры передних отделов лобной доли. Из данных отделов идут проводящие пути к клеткам Пуркинье коры мозжечка противоположной стороны — фронто-понто-церебеллярные пути. В результате при их поражении возникают нарушения походки, схожие с таковыми при непосредственном поражении мозжечка.
У больного возникает неуверенность, шаткость походки. Во время ходьбы его корпус отклоняется назад (симптом Хеннера), ступни он ставит на одной прямой («лисья походка»), иногда при ходьбе отмечается «заплетание» ног. У некоторых больных с поражением передних отделов лобных долей развивается своеобразное явление, при котором человек, не имеющий параличей и парезов и сохраняющий способность совершать движения в полном объёме, не может стоять (астазия) и ходить (абазия).